# سمیره خاشقجی
سمیره خاشقجی (۱ ژانویهٔ ۱۹۳۵ – ۱ ژانویهٔ ۱۹۸۶) نویسنده، و روزنامه‌نگار اهل عربستان سعودی بود. او خواهر عدنان خاشقجی و همسر محمد الفاید بود.